# Neubörger
Neubörger ist eine Gemeinde in der Samtgemeinde Dörpen im nördlichen Teil des Landkreises Emsland in Niedersachsen.

## Geographie

### Geographische Lage
Neubörger liegt im Emsland am Nordwestrand der Geesthügel des Hümmling zwischen den Städten Papenburg im Norden und Meppen im Süden sowie zwischen den Gemeinden Dörpen im Westen und Surwold im Osten. Unmittelbar westlich des Kernorts befindet sich die Nordschleife der Transrapid-Versuchsanlage Emsland.

### Nachbargemeinden
Nachbargemeinden sind im Nordosten die Gemeinde Surwold in der Samtgemeinde Nordhümmling, im Südosten die Gemeinde Börger in der Samtgemeinde Sögel, im Süden die Gemeinde Wippingen und im Westen die Gemeinde Dörpen.

## Geschichte
Neubörger wurde im Jahre 1788 von Franz Friedrich von Fürstenberg als Moorkolonie gegründet und erhielt nach dem Zweiten Weltkrieg noch einmal einen deutlichen Aufschwung durch Vertriebene aus den deutschen Ostgebieten und Förderungsmaßnahmen aus dem Emslandplan.
Neubörger gehörte bis zum 31. Dezember 2004 zum Regierungsbezirk Weser-Ems, der infolge einer Verwaltungsreform mit Ablauf dieses Datums aufgelöst wurde.

## Politik

### Gemeinderat
Der Gemeinderat in Neubörger setzt sich aus elf Ratsfrauen und Ratsherren zusammen. Die Ratsmitglieder werden durch eine Kommunalwahl für jeweils fünf Jahre gewählt. Die aktuelle Amtszeit begann am 1. November 2021 und endet am 31. Oktober 2026.
| Partei                                                           | 2021 |   | 2016 | 2011 |
| ---------------------------------------------------------------- | ---- | - | ---- | ---- |
| FWN                                                              | 6    | 4 | 5    |      |
| CDU                                                              | 5    | 7 | 6    |      |
| ________________________ FWN: Freie Wählergemeinschaft Neubörger |      |   |      |      |

## Wirtschaft und Infrastruktur
Größter Arbeitgeber ist das  Deutsche Milchkontor mit über 100 Mitarbeitern.

### Verkehr
Sie liegt nahe den Bundesstraßen 70 und 401, etwa 25 km östlich der Bundesautobahn 31 mit der Anschlussstelle Dörpen und nur wenige Kilometer vom Bahnhof Dörpen an der Kursbuchstrecke 395 Münster – Leer entfernt.

## Kultur und Sehenswürdigkeiten
- Heimatmuseum Neubörger